# جيو بوغزا
جيو بوغزا، (وُلد جورج بوغزا؛ 6 فبراير 1908-14 سبتمبر 1993)، كاتب وشاعر وصحفي روماني رائد، معروف بقناعاته اليسارية والشيوعية السياسية. عندما كان شابًا في فترة ما بين الحربين العالميتين، عُرف بأنه متمرد وكان أحد أكثر السرياليين الرومانيين تأثيرًا. أدت العديد من قصائده المثيرة للجدل إلى سجنه مرتين على أساس أنها فاحشة. في مرحلة لاحقة، نال بوغزا الإشادة بسبب أعماله الصحافية العديدة كونه من أوائل من كتب هذا النوع من الأدب الروماني، واستخدمه كمكان للنقد الاجتماعي.
بعد تأسيس رومانيا الشيوعية، تكيّف أسلوب بوغزا مع الواقعية الاشتراكية، وأصبح أحد أهم الشخصيات الأدبية التي خدمت الحكومة. مع مرور الوقت، أصبح من أشد منتقدي النظام، خاصة في ظل حكم نيكولاي تشاوتشيسكو، عندما تبنى موقفًا معارضًا. ابتداءً من أواخر الستينيات، أعلن عن مواقفه باعتبارها مقالات تبدو بريئة. كان جيو بوغزا، محررًا لمجلتي فيا رومانيسكي ورومانيا ليترار، أحد قادة اتحاد الكتاب الرومانيين وعضوًا في الأكاديمية الرومانية.
كان الأخ الأكبر لرادو تودوران، وهو نفسه كاتب معروف وكانت خياراته السياسية متناقضة بشكل صارخ مع خيارات جيو بوغزا، وجعل من تودوران هدفًا للاضطهاد الشيوعي. كان بوغزا على اتصال دائم مع بعض ممثلي الطليعة الرومانية، من بينهم فيكتور براونر وماكس بليشر، وسيستو بالس، وسايا بانو، وبول بوون، والمخرج ميرسيا سوكان.

## السنوات الأولى
وُلد جيو بوغزا في بليغوي، مقاطعة براهوفا. في وقت ما خلال أواخر الثلاثينيات، انزعج بوغزا بعد قراءة مقال كتبه أحد خصومه الفاشيين ألكسندرو هودو. أشار هودو إلى أن بوغزا لم يكن رومانيًا، مما دفع الأخير إلى توضيح أصوله واسمه. دحض بوغزا هذا الادعاء من خلال الإشارة إلى أن والده كان في الأصل من قرية بوغزيت، وأن والدته كانت ابنة ناشط ترانسيلفاني روماني فرّ من النمسا-المجر إلى مملكة رومانيا. تأكّد النسب من قبل الناقد الأدبي جورج كالينسكو كجزء من مقال قصير عن السيرة الذاتية.
التحق بوغزا بمدرسة في بلويتشتي وتدرب كبحار في الأكاديمية البحرية في كونستانتا، لكنه لم يبحث عن عمل في القوات البحرية الرومانية. حتى بلوغه سن 28 عامًا، كان يكسب جزءًا من دخله كبحار على متن سفينة تجارية. عاد إلى موطنه الأصلي مقاطعة براهوفا، وعاش في بوتيناري، واستقر في النهاية في بوخارست.
عام 1927، كتب لأول مرة الشعر، لمجلة كامبينا التي حررها الشاعر ألكسندرو تيودور ميو. في العام التالي، ساهم في مجلة سايا بانو، وحرر مجلة مناهضة للبرجوازية.
أقام صداقة وتعاونًا مع المصور جوزيف بيرنيا والرسام فيكتور براونر وكان قريبًا من الكاتب الأرثوذكسي المستقبلي نيكولاي شتاينهاردت. بعد عام 1930، شارك في الجدل مع المؤلفين الشباب التقليديين، بما في ذلك الشاعر أوتيليا كازيمير. نمت علاقاته مع أرغيزي أيضًا بعد أن أعرب بوغزا عن عدم موافقته على قرار أرغيزي عام 1930 بالتعاون مع الإذاعة الرومانية - لفت جيو بوغزا الانتباه إلى التصريحات العلنية السابقة لزميله، والتي انتقد فيها المحطة الوطنية لأسباب مختلفة.
في وقت مبكر من شبابه، أثناء وجوده في بوتناري، التقى جيو بوغزا وإليزابيتا (المعروفة أيضًا باسم بونتي) ووقع في حبها، وتزوجها بعد فترة وجيزة. احتفل بعلاقة حبهما صديق بوغزا نيكولاي تزون، الذي ذكر أيضًا أنهما عاشا ببساطة وبدون أي نوع من الاضطراب. في البداية، عاش الزوجان في منزل سايا بانو في بوخارست.

## في الأدب
كان بوغزا شخصية محورية في الأدب الروماني طوال معظم حياته، فقد اهتم بشكل خاص بأعمال الكتاب الآخرين، وساهم في ترسيخ سمعتهم. خلال فترة عمله المبكرة في أورمز، شجع بنشاط مختلف الاتجاهات الطليعية، ولعبت اهتماماته الانتقائية، فضلًا عن دعواته إلى التمرد الفكري، دورًا مهمًا في تشكيل عمل ونشاط كل من البنائين والسرياليين. من بين الكتاب الأكثر شهرة الذين ساعدهم في التعبير عن أنفسهم بحرية كان شركاؤه المساهمون تريستان تسارا وستيفان رول وإيلاري فورونكا، وقد اشتهر أيضًا بكونه أول من نشر فوشسيادا لأورموز.
استمر دوره كناقد وراعي ومروّج للفن في ظل النظام الشيوعي وحافظ على اهتمامه الشديد بمراجعة الأدبيات بجميع أنواعها. بعد الستينيات، شارك في استعادة الطليعة الرومانية، وساعد مع بول بون ومارسيل أفراميسكو، في تقديم أعمال سيستو بالز التي لم تُنشر سابقًا إلى الجمهور الدولي. في عام 1978، أعاد نشر قصائده الأولى لأورموز كجزء من المجلد الجديد أوريون. كما سمح له منصبه بتوسيع درجة حماية الشخصيات الأدبية المضطهدة من قبل السلطات.
في أواخر عام 1937، سافر جيو بوغزا إلى إسبانيا كمراسل حرب في الحرب الأهلية لدعم الجانب الجمهوري. أجرى موقفه في ذلك الوقت مقارنات مع مثقفين يساريين آخرين ممن قاتلوا القوى القومية، بما في ذلك أودن وجورج أورويل. رافقه في هذه الرحلة قسطنطين لوكريتيا فالشيانو، الذي كان لديه طموح أن يصبح كاتبًا، والذي طلب من بوغزا المساهمة في رواية لم تكتمل أبدًا مستوحاة من الحرب. بعد فترة وجيزة من عودتهم، في بادرة مفاجئة، انقسم فالشيانو عن المعسكر اليساري.
بعد الحرب العالمية الثانية وتأسيس النظام الشيوعي، تبنى الكاتب وأدرج في أعماله موضوعات الواقعية الاشتراكية، وحصل على العديد من الأوسمة. خلال الخمسينيات من القرن الماضي، سافر كثيرًا إلى الاتحاد السوفيتي وأمريكا اللاتينية، وكتب العديد من الأعمال حول موضوعات مثل إنهاء الاستعمار. في عام 1955، أصبح بوغزا عضوًا في الأكاديمية الرومانية.